# Sonia Castelo
Sonia Castelo Pérez (Ferrol, La Coruña, 20 de marzo de 1968) es una actriz española.

## Biografía
Comenzó como presentadora de informativos en la TVG entre 1989 y 1991.
Su carrera como intérprete y directora de doblaje se inicia en 1992, pero su rostro comenzaría a ser familiar para el público gallego a raíz del éxito de la serie Mareas vivas, de la que fue una de las protagonistas durante las primeras temporadas interpretando a la doctora Berta Díaz.
Tras protagonizar otra serie autonómica, Rías Baixas, dio el salto a la ficción nacional, participando en numerosas producciones televisivas con papeles protagonistas en algunos casos como (Policías, en el corazón de la calle, Nada es para siempre o Motivos personales entre otras). También fue Clara Simón, protagonista de la serie Hay alguien ahí, emitida por Cuatro.
En 2003 graba en Buenos Aires la serie 3 Son Multitud para T5. Es una de las protagonistas, Lola Márquez.
En teatro comparte con Nancho Novo la comedia Nunca es fácil, entre 2006/2007
A mediados del 2007 se sube de nuevo a las tablas en un dueto con José Sacristán: la obra, Un Picasso, la lleva de gira por toda España.
Y sigue en el escenario como protagonista entre 2009/2010 en el montaje de Nancho Novo Sombra de perro, compartiendo escena con José Coronado.
Desde 2011 hasta 2013, protagoniza de la obra de teatro Los hombres no mienten, con Arturo Fernández.
En 2014 estrena en Madrid un monólogo del que es autora y que la lleva por varias ciudades de España, Todos somos Todo.
Su última función hasta ahora es Alguien voló sobre el nido del cuco en la que interpretaba a la mítica enfermera Ratched. Fue a finales del 2019 en el Teatro Calderón de Madrid.
A mediados de 2015 comienza a trabajar como protagonista junto al actor Francis Lorenzo la serie de TVG Hospital Real.
En septiembre de 2016 aparece en la serie Fontealba de TVG, siendo una de las protagonistas.
En marzo de 2017 estrena en TVG la película Juana de Vega. Vizcondesa do Arado, siendo la protagonista y alcanzando éxito de audiencia.
Y vuelve a la pantalla de TvGalicia con el spin off de la reconocida Serramoura. En A Lei de Santos interpreta a Antonia. Estreno en noviembre del 2020 y en emisión hasta 2022.
Justo antes de ese personaje, da vida a Ángela Calatrava en la 9.ª temporada de Amar es para siempre, en 2021.

## Películas
- Tanto ten (2000), de Pedro C. Solla. Cortometraje.
- Divertimento (2000), de José García Hernández. Como Alicia.
- Condenado a vivir (2001), de Roberto Bodegas. Como Nuria.
- Un asunto pendiente (2001), de José Manuel Quiroga. Como Clara.
- Onán (2002), de Abraham López Feria y Pablo Tébar. Como Anael.
- Sara (TV) (2003), de Silvia Quer.
- El juego de la verdad (2004), de Álvaro Fernández Armero. Como Mónica.
- El precio de una miss (2005) (TV), de Carles Vila.
- Amor en defensa propia (2006), de Rafa Russo.
- Hotel Tívoli (2007), de Antón Reixa. Como Raquel.
- "O Elixido" película corto (2008), de Chema Gagino. Es Nadia.
- Sweet Sadness  (2011), de Masika Productions. Como Olga
- "Chico", cortometraje de Julia Duato
- "Juana de Vega, Vizcondesa del Arado". (2017), de Zenit. Es Juana De Vega.
- "Justicia Artificial". 2022, de Simón Casal

## Televisión

### Personajes fijos
- Mareas vivas (1998-1999). Como Berta. TVG. Protagonista.
- Nada es para siempre (1999-2000). Como Olga. Antena 3.
- Os vixilantes do camiño (2000)(voz). TVG.
- Rías Baixas (2000). Como Gloria. Leiro. TVG. Protagonista.
- Policías, en el corazón de la calle (2002-2003). Como Eva Berlanga. Antena 3. Protagonista.
- Tres son multitud (2003). Como Lola Márquez. Telecinco. Protagonista.
- Motivos personales (2004-2005). Como Isabel Tejero. Telecinco. Personaje central.
- Hay alguien ahí (2009-2010). Como Clara Simón. Cuatro Protagonista.
- Hospital Real (2015-). Como Elvira Santamarina. TVG. Personaje central.
- "Fontealba" (2016/2017) como Amalia. TVG. Protagonista.
- "A Lei de Santos" (2019 y 2021). TVG.Es Antonia.Personaje central.
- "Amar es para siempre". (2021) Interpreta a Ángela Calatrava en la 9.ª temporada.

### Personajes episódicos
- El comisario (2000). Telecinco.
- Policías, en el corazón de la calle (2000). Como Cuca. Antena 3.
- Dime que me quieres (2001). Antena 3.
- Javier ya no vive solo (2002). Como Noemí. Telecinco.
- Hospital Central (2003). Telecinco.
- Un paso adelante (2004). Como Paloma. Antena 3.
- "Diez en Ibiza" (2004) TVE
- Los simuladores (2006). Como Alicia. Cuatro.
- "Masala" (2006) de Telecinco Cinema y dirección de Salvador Calvo.
- Los hombres de Paco (2007). Como Abogada de Uriarte. Antena 3.
- LEX (2008). Como Fiscal. Antena 3.
- Amar en tiempos revueltos (2008). Como Natalia. La 1.
- Hermanos y detectives (2009). Como Lucía. Telecinco.
- "La Duquesa" ( 2010) de Salvador Calvo con Ficción Media para T5
- Los misterios de Laura (2011). Como Aurora del Moral. TVE
- La que se avecina (2015). Como ginecóloga. Telecinco
- "Derecho a Soñar" (2018) Como Sagrario. TVE
- "3Caminos" (2021). Ficción Producciones. Amazon Prime Vídeo.
- Rapa (serie de televisión) (2024). Movistar Plus+

## Premios y nominaciones
2001
- Nominada en los Premios Chano Piñeiro como Mejor interpretación femenina protagonista por Rías Baixas.

2009
- Nominada en los I Premios del Público TV como Mejor actriz protagonista de drama por Hay alguien ahí.[1]

2017
Nominada en los Premios Mestre Mateo como mejor actriz protagonista por Juana de Vega, Vizcondesa del Arado.